# Wilfried Mühlchen
Wilfried Mühlchen (* 7. November 1941 in Halle (Saale)) ist ein ehemaliger Fußballspieler. Von 1961 bis 1964 spielte er für den SC Chemie Halle in der DDR-Oberliga, der höchsten Spielklasse im DDR-Fußball.

## Sportliche Laufbahn
Beim SC Chemie Halle spielte Wilfried Mühlchen seit 1955 und wurde ab 1961 in der Oberligareserve des SC Chemie eingesetzt. Am 4. Spieltag der Oberligasaison 1961/62, in der wegen der Umstellung vom Kalenderjahr-Rhythmus auf die Sommer-Frühjahr-Spielzeit 39 Punktspiele ausgetragen werden mussten, kam Mühlchen in der Begegnung SC Chemie – SC Einheit Dresden (2:4) als Abwehrspieler zu seinem ersten Oberligaeinsatz. Es folgten zwei weitere Einsätze am 12. und 13. Spieltag, bei denen er als Stürmer aufgeboten wurde und mit zwei bzw. einem Treffer als Torschütze erfolgreich war. Während der Sommerpause erlitt Mühlchen einen Beinbruch, und er kam im Verlauf der Saison nicht mehr in der Oberliga zum Einsatz. In den beiden Spielzeiten 1962/63 und 1963/64 gehörte Mühlchen zum Oberligakader des SC Chemie, wurde aber jeweils nur einmal als Stürmer aufgeboten. In der Saison 1962/63 kam er noch einmal zu einem Torerfolg.
Im November 1964 wurde Mühlchen Soldat in der Nationalen Volksarmee, konnte aber bei der Armeesportgemeinschaft (ASG) Vorwärts Cottbus in der zweitklassigen DDR-Liga weiter Fußball spielen. Bis zum Ende der Saison 1964/65 bestritt er 18 Ligaspiele und wurde mit acht Treffern zusammen mit seinem Mannschaftskollegen Peter Rößler Torschützenkönig der ASG. Bis 1967 war Mühlchen Stammspieler bei Vorwärts Cottbus, von den 60 Ligaspielen der beiden Spielzeiten bestritt er 55 Partien und schoss sechs bzw. acht Tore. In der Rückrunde der Saison 1967/68 absolvierte er alle 15 Punktspiele (ohne Tore) und wurde anschließend aus dem Armeedienst entlassen.
Danach schloss sich Mühlchen dem drittklassigen Bezirksligisten BSG Chemie Buna Schkopau an. 1970 wurde er mit der Betriebssportgemeinschaft Bezirksmeister, in der Aufstiegsrunde zur DDR-Liga scheiterte seine Mannschaft jedoch. 1971 wiederholten die Schkopauer ihren Titel und schafften den Aufstieg. Zu Beginn der DDR-Liga-Saison 1971/72 war Mühlchen 29 Jahre alt. Er wurde in den nun 20 ausgetragenen Ligaspielen nur noch zweimal eingesetzt. Die BSG Chemie Buna musste nach einem Jahr wieder in die Bezirksliga absteigen, und als sie 1974 in die DDR-Liga zurückkehrte, hatte Wilfried Mühlchen bereits seine Laufbahn als Leistungssportler beendet. In seinen sieben Spielzeiten im DDR-weiten Fußball hatte er fünf Oberligaspiele bestritten, in denen er vier Tore geschossen hatte. In der DDR-Liga war er in 90 Spielen aufgeboten worden und hatte 22 Tore erzielt.